# مصرف الأنصاري الإسلامي للاستثمار والتمويل
مصرف الأنصاري الإسلامي للاستثمار والتمويل مصرف عراقي أهلي أُسس عام 2017، يبلغ رأس المال للمصرف 250 مليار دينار.